# گنجی مونوگاتاری سننن کی
گنجی مونوگاتاری سننن کی(به ژاپنی:源氏物語千年紀 Genji Monogatari Sennenki)، در اصل یک انیمه ژاپنی برگرفته از مانگای داستان گنجی (مانگا) اثر واکای یاماتو بود، اما کارگردان تصمیم گرفت آن را اقتباسی مستقیم از داستان اصلی کند. این انیمه توسط اوسامو دزاکی کارگردانی شده است.